# 23e division d'infanterie (Inde)
Pour les articles homonymes, voir 23e division.
La 23e division d'infanterie indienne est une division d'infanterie indienne de l'armée britannique qui a combattu pendant la campagne de Birmanie pendant la Seconde Guerre mondiale. Elle a ensuite été réformée en tant que division de l'armée indienne indépendante en 1959.

## Histoire
La division est créée le 1er janvier 1942 à Jhansi? dans le centre de l'Inde. Son insigne est un coq de combat rouge sur un cercle jaune. L'animal a été choisi par le général de division Reginald Savory, premier commandant de la division, comme un animal qui n'offenserait ni les soldats musulmans ni hindous de la division.
En mai de cette année-là, alors que la division est encore en formation, elle reçoit l'ordre de se rendre à Imphal au Manipur, où le corps birman se retirait après avoir été chassé de Birmanie par les Japonais. Imphal se trouve à l'intérieur de la frontière montagneuse entre l'Inde et la Birmanie, et la division reçoit l'ordre de se déplacer pendant que la saison de la mousson était à son apogée. Les déplacements sont difficiles et la maladie (principalement le paludisme, mais aussi le typhus) est endémique. La division démontre sa valeur en maintenant ses positions dans ces conditions difficiles, tout en poursuivant sa formation de base.
Le 3 juin 1943, le major-général Savory est promu et nommé directeur de l'infanterie en Inde. La division est temporairement commandée par le brigadier Collingridge de la 37e brigade jusqu'au 15 août, date à laquelle le général de division Ouvry Lindfield Roberts, qui avait gagné le respect par sa gestion des opérations au Moyen-Orient, le remplace.

### Bataille d'Imphal
En mars 1944, les Japonais lancent une attaque majeure contre les troupes britanniques à Imphal. À cette époque, la 23e division est l'unité de réserve du IVe corps indien. Après son service précédent à Imphal, la division manque de pas moins de 5 000 hommes (sur environ 18 500). Cela est principalement dû à la maladie et à une mauvaise administration dans les zones arrière en 1943, qui ont empêché de nombreux hommes en convalescence de rejoindre la division.
Lorsque l'offensive japonaise débute, la 17e division d'infanterie indienne est encerclée dans sa position avancée à Tiddim. Une brigade de la 23e division est laissée pour tenir Imphal, tandis que le reste de la division est envoyé pour aider à extraire la 17e division. Une fois le contact établi entre les deux divisions, elles se replient sur Bishenpur au sud d'Imphal, approvisionnées par les unités parachutistes.
La 23e division est alors envoyée à Kanglatongbi, au nord d'Imphal, où les troupes japonaises ont coupé la route reliant Imphal à l'Inde et menacent un important dépôt d’approvisionnement. Les Japonais sont retenus le temps de vider le dépôt de son contenu.
En juin, toutes les divisions d'Imphal sont réorganisées et repositionnées. La 23e division défend le sud-est d'Imphal contre les dernières attaques japonaises dans cette région.

### OpérationZipper
Après la fin de la bataille d'Imphal, la division est retirée en Inde. Après avoir récupéré, elle commence à s'entraîner pour de futures opérations en Malaisie. Le major-général Roberts ayant été promu au commandement du XXXIVe corps indien, la division est commandée par le major général Douglas Hawthorn. Au milieu de 1945, la division doit participer à l'opération Zipper, un débarquement sur la côte ouest de la Malaisie, dans le cadre du XXXIVe corps. Bien que devancé par la reddition japonaise, le débarquement est néanmoins effectué, sans opposition, car c'est le moyen le plus rapide d'envoyer des troupes en Malaisie afin d'imposer la reddition.
Plus tard cette année-là, la division est envoyée à Java, où la fin de la guerre a provoqué un désordre et un conflit généralisés entre le régime colonial rétabli des Indes orientales néerlandaises et les mouvements indépendantistes. La division est dissoute à Java en 1947, et ses unités sont fusionnées avec la 5e division d'Infanterie indienne.

### Après-guerre
Le QG divisionnaire actuel est situé à Dipatoli Cantonment, Ranchi dans le Jharkhand. La division a été levée le 1er septembre 1959 pour l'insurrection du Nagaland lorsque le GOC Assam a été renommé 23e division d'infanterie du GOC.

### Statut actuel de la 23edivision d'infanterie
Il y a actuellement 4 brigades dans la 23e division d'infanterie :
- 23e brigade d'artillerie (Dipatoli Cantt, Ranchi, Jharkhand)
- 61e brigade d'infanterie (Dipatoli Cantt, Ranchi, Jharkhand)
- 167e brigade d'infanterie (Shahjahanpur Cantt, Shahjahanpur, Uttar Pradesh)
- 301e brigade d'infanterie (MONUSCO, Afrique du Sud)

## 23ebrigade d'artillerie
La brigade d'artillerie est située à Dipatoli Cantt, Ranchi, Jharkhand. La brigade d'artillerie se compose de 5 unités d'artillerie, ce sont 2 régiments de campagne, 2 régiments moyens et 1 batterie de surveillance et d'acquisition d'objectifs. Actuellement, les unités attribuées sont :
- 163e Régiment moyen
- 237e Régiment moyen
- 286e Régiment de campagne
- 324e Régiment de campagne
- 636e Batterie SATA

## 61ebrigade d'infanterie
La brigade d'infanterie était auparavant située dans la station militaire de Namkom, Ranchi, Jharkhand. Le 1er août 2019, la brigade se déplace vers Dipatoli Cantt après le transfert du 17e corps à Panagarh, au Bengale-Occidental. La brigade est affectée à 3 régiments d'infanterie différents. Elles sont :
- 3e bataillon, le 8e régiment de fusiliers gorkhas
- 8e bataillon, le régiment Mahar (Param Vir Chakra Paltan)
- 9e bataillon, le régiment Bihar

## 167ebrigade d'infanterie
La brigade est située à la station militaire de Shahjahanpur, Shahjahanpur, Uttar Pradesh. La brigade se compose de 4 régiments d'infanterie :
- 11e bataillon, l'infanterie légère Maratha
- 14e bataillon, le régiment Jat
- 21e bataillon, le régiment Kumaon
- 31e bataillon, le régiment Rajput

## 301ebrigade d'infanterie
La brigade est située en Afrique du Sud. La brigade fait partie de la mission de la MONUSCO depuis 2004, transitant de Ranchi à l'Afrique du Sud.

## Ordre de bataille le1eravril 1944
- Général de division du GOC Ouvry Lindfield Roberts
- 1re brigade d'infanterie indienne (Brigadier A. King)
  - 1er Bataillon, Seaforth Highlanders
  - 1er Bataillon, 16e régiment Punjab
  - 1er bataillon, régiment d'infanterie de Patiala (forces de l'État)
- 37e brigade d'infanterie indienne (Brigadier PC Marindin)
  - 3e bataillon, 3e régiment de fusiliers gorkhas Gurkha
  - 3e Bataillon, 5e régiment de fusiliers gorkhas (Frontier Force)
  - 3e bataillon, 10e régiment de fusiliers gorkhas Gurkha
- 49e brigade d'infanterie indienne (Brigadier F. Esse)
  - 4e bataillon, 5e infanterie légère Mahratta
  - 6e bataillon, 5e infanterie légère de Mahratta
  - 6e bataillon, 6e régiment de fusiliers gorkhas  Rajputana
- Unités divisionnaires
  - 2e bataillon, 19e régiment d'Hyderabad (unité de reconnaissance divisionnaire)
  - 4e Battalion, 12e Frontier Force Regiment (unité divisionnaire de mitrailleuses)
  - 158e Field Assault Regiment, Royal Artillery (The Fighting Cock 23e division historique)
  - 3e régiment d'artillerie royale indienne (IA)
  - 28e régiment de montagne IA
  - 2e Régiment antichar / anti-aérien léger IA
  - Unité de prévôt de la 23e division d'infanterie indienne
  - Unité de signalisation de la 23e division d'infanterie indienne
  - 69e, 71e, 91e compagnies de terrain Royal Indian Engineers (IE)
  - 305e Field Park Company IE
  - 21e, 24e, 50e, 61e compagnies de transport d'animaux Indian Army Service Corps (IASC)
  - 121e, 122e, 123e sociétés de transport à usage général IASC
  - 12e, 13e, 14e, 15e Unités composites IASC
  - 24e, 47e, 49e Indian Field Ambulances, Indian Army Medical Corps (IAMC)
  - 23e Ordnance Field Park, Indian Army Ordnance Corps (IAOC)
  - 38e, 61e compagnies d'atelier d'infanterie, ingénieurs électriques et mécaniques indiens (IEME)
  - 23e Indian Division Recovery Company IEME

## Unités actuellement affectées à la 23edivision d'infanterie
- 23e IDSR (Infantry Division Signal Regiment)
- 23e IDOU (Infantry Division Ordnance Unit)
- 23e IDPU (Infantry Division Provost Unit)
- 82e Armoured Regiment
- 100e (Independent) Tank Transporter Company (ASC)
- 112e Engineers Regiment (Bombay Sappers)
- 323e Field Hospital
- 423e Field Hospital
- 523e ASC Battalion
- 623e EME Battalion

## Brigades affectées
Toutes ces brigades ont été affectées ou attachées à la division à un moment donné pendant la Seconde Guerre mondiale : 
- 63e brigade d'infanterie indienne
- 98e brigade d'infanterie indienne
- 64e brigade d'infanterie indienne
- 23e brigade d'infanterie indienne
- 1re brigade d'infanterie indienne
- 49e brigade d'infanterie indienne
- 123e brigade d'infanterie indienne
- 37e brigade d'infanterie indienne
- 50e brigade parachutiste indienne
- 32e brigade d'infanterie indienne
- 37e brigade d'infanterie indienne
- 268e brigade d'infanterie indienne[3]